# Clara Eaton Cummings
Clara Eaton Cummings (née le 13 juillet 1855 à Plymouth - mort le 28 décembre 1906 à Concord) est une botaniste américaine.

## Biographie

### Enfance et formation
Clara Eaton Cummings est la fille de Noah Cummings et Elmira G. Cummings. Après être allée à l'école locale et au New Hampshire Normal School de Plymouth, elle entre au Wellesley College en 1876.

### Vie de famille
Clara Cummings ne s'est jamais mariée.

### Carrière
Ayant un intérêt dans la botanique, elle devient la conservatrice du musée de 1878 à 1879.
En 1879, elle devient professeure de botanique au Wellesley College.
En 1885, elle prépare un catalogue sur les  mousses et hépatiques d'Amérique du Nord et du nord du Mexique.
Elle quitte son poste au Wellesley College en 1886 et étudie à l'Université de Zurich jusqu'en 1887 sous le professorat d'Arnold Dodel-Port. Après ses études en Suisse, elle visite les jardins botaniques de Paris, Bruxelles et Genève.
Elle revient ensuite en 1887 au Wellesley College et devient professeure associée de cryptogamie.
Un an plus tard, elle publie un article listant 146 espèces de Musci et Hepaticae,.
Entre 1892 et 1905, elle collabore avec A. B. Seymour aux 360 numéros du  journal Decades of North American Lichens.
Puis de 1894 à 1905, elle participe avec T. A. Williams et A. B. Seymour aux 280 numéros du journal Lichenes Boreali-Americani.
En 1904, elle publie un catalogue de 217 espèces de lichens d'Alaska dont les échantillons ont été récoltés par l'expédition Harriman, incluant 76 espèces nouvellement trouvées en Alaska et au moins deux nouvelles espèces, pour la science.
En 1905, elle est nommée professeure Hunnewell de botanique cryptogamique et présidente temporaire du département. Elle est cependant relevée de ses fonctions en 1906 face à ses problèmes de santé, mais garde le titre de professeure Hunnewell.
En février et mars 1904, elle voyage en Jamaïque pour collecter des lichens.

### Mort
Elle meurt le 28 décembre 1906 à Concord.

#### Articles
- (en) Bruce Fink, « A Memoir of Clara E. Cummings », The Bryologist, vol. 10, no 3,‎ 1907, p. 37-41 (JSTOR 3238923)
- (en) Lincoln Ware Riddle, « An Enumeration of Lichens Collected by Clara Eaton Cummings in Jamaica: I », Mycologia, vol. 4, no 3,‎ mai 1912, p. 125-140 (DOI 10.2307/3753489)
- (en) Anna M. M. Reid, « Pioneer New England bryologists: A Prosopography », Occasional Papers of the Farlow Herbarium of Cryptogamic Botany, vol. 19,‎ avril 1987, p. 1-71 (DOI 10.5962/p.305854)

#### Chapitre
- Helene Barker Kiser, « Clara Eaton Cummings », dans Pamela Proffitt, Notable Women Scientists, Farmington Hills, Gale, 1999, 668 p. (ISBN 978-0-787-63900-6), p. 119-120